# WASP-4b
WASP-4b es un planeta extrasolar que orbita la estrella WASP-4 en la Constelación del Fénix, que se encuentra a unos 850 años luz de distancia. Su radio y masa indican que posiblemente se trate de un gigante gaseoso, con una composición similar a Júpiter, aunque a diferencia de éste, por su cercanía con su estrella (un 2.3% de la distancia de la Tierra al Sol), se clasificaría como un Júpiter caliente. Su temperatura atmosférica es de aproximadamente 1680 K.